# Oceania
L'Oceania (anche Continente Nuovissimo) è il continente della Terra che ha come parte continentale l'Australia e che comprende la maggior parte delle isole dell'Oceano Pacifico, tradizionalmente suddivise in Melanesia (inclusa la Nuova Guinea) Micronesia e Polinesia (inclusa la Nuova Zelanda). Questa è l'accezione prevalente nell’uso, ma a volte il concetto di Oceania è più limitato e si riferisce alla sola regione geografica delle isole del Pacifico.
Il continente deve il suo nome al termine "oceano", per il ruolo fondamentale che il Pacifico ha nell'unire le migliaia di isole che ne fanno parte: più di trentamila.
L'appellativo "nuovissimo" deriva dal fatto che, eccetto l'Antartide, fu l'ultimo a essere scoperto dagli europei e l'ultimo a essere completamente popolato dall'uomo: pur essendo il suo popolamento iniziato circa 65 000 anni fa, e quindi prima dell'arrivo degli uomini moderni in Europa, esso fu completato in linea di massima tra il I secolo d.C. (Polinesia centrale) e il 1000 (Nuova Zelanda).

## Etimologia

Planisfero Mercatore di Adrien Brué (1816).

Nel 1804, il geografo francese Conrad Malte-Brun (1775-1826), nel suo trattato di Géographie mathématique, physique et politique pubblicato con Edme Mentelle, propose il termine di "Oceanico" («Océanique» in francese) per riunire sia l'Australasia che la Polinesia di Charles de Brosses. Malte-Brun riprese la denominazione di «Terres océaniques» anche nel 1810 e nel 1812.
Il termine "Oceania" («Océanie» in francese) fu coniato dal cartografo Adrien-Hubert Brué per la mappa che pubblicò nel 1814, e di cui il titolo completo è «Océanie, ou cinquième partie du monde, comprenant l'archipel d'Asie, l'Australasie et la Polynésie (ou le continent de la Nouvelle-Hollande et les îles du Grand Océan)».
In ultima analisi "Oceania" deriva da oceano, termine che la mitologia greca collegava a quello del titano omonimo (in greco antico Ὠκεανός?, Okeanós), che personificava il grande fiume che circondava la Terra.

## Descrizione
Con una superficie di 9.700.000 km quadrati (contando anche territori non indipendenti), l'Oceania è il più piccolo dei continenti per terre emerse; nello stesso tempo, l'area occupata dalle sue circa 30 000 isole è più vasta di quella di qualsiasi altro continente: basti pensare che mentre l'Asia, considerata il continente più vasto, ha un'area di 44579000 km², le sole isole della Polinesia e della Micronesia sono sparse su circa due terzi della placca pacifica, che occupa un'area di 103280000 km². A questa superficie, inoltre, si deve aggiungere l'estensione dell'Australia (7688287 km²) e dello spazio oceanico occupato dalla Melanesia.
La maggior parte delle terre emerse di questo continente appartiene all'Australia, che a causa delle sue dimensioni viene considerata una massa continentale e non un'isola.
Per quanto riguarda la popolazione, l'Oceania, con i suoi circa 40 milioni di abitanti di cui 24 milioni in Australia, è all'ultimo posto tra i continenti abitati, e al penultimo se si considera anche l'Antartide.
Il 27 dicembre 1831, l'ammiraglio francese Jules Dumont d'Urville, riprendendo la terminologia di Louis Domeny de Rienzi, propose alla Società geografica di Parigi una divisione dell'Oceania in quattro regioni principali: Oceania orientale o Polinesia, Oceania boreale o Micronesia, Oceania occidentale o Malesia e Oceania meridionale o Melanesia. Comprendeva l'Australia e la Tasmania, che rimasero isolate dall'influenza delle culture dell'Oceania, ad eccezione, ma in misura minima, della regione australiana più vicina alla Nuova Guinea (le Isole dello Stretto di Torres). Per quanto riguarda la Malesia (si trattava allora degli arcipelaghi del sud-est asiatico), le affinità con l'Oceania sono evidenti, ma apporti asiatici ulteriori hanno spesso ricoperto queste caratteristiche originarie. È il caso, ad esempio, di elementi culturali come l'uso del metallo e del riso, che non erano stati introdotti in Oceania (ad eccezione del riso nelle isole Marianne) prima dell'arrivo degli europei. Soltanto la Malesia ha ricevuto l'influenza del buddismo e dell'induismo all'inizio del I millennio, poi quella dell'islam all'inizio del II. La divisione tradizionale dell'Oceania proposta da Jules Dumont d'Urville è stata storicamente adottata e vi si fa ancor oggi riferimento. Cionondimeno, presenta vari punti critici: non ci sono confini etnici precisi tra queste tre regioni, la Micronesia è un po' diversa a ovest e a est (si coltiva il riso nelle Marianne; Palau ad esempio non fa parte degli Oceaniani) e ci sono isolotti polinesiani, gli Outliers della Polinesia periferica, sia nel sud della Micronesia sia in Melanesia. Infine, l'omogeneità culturale di ciascun gruppo rimane imperfetta, un relativo isolamento insulare e la preoccupazione che i gruppi etnici hanno di distinguersi, avendo favorito l'emergere di particolarismi, in particolare nella Polinesia orientale.

## Suddivisioni

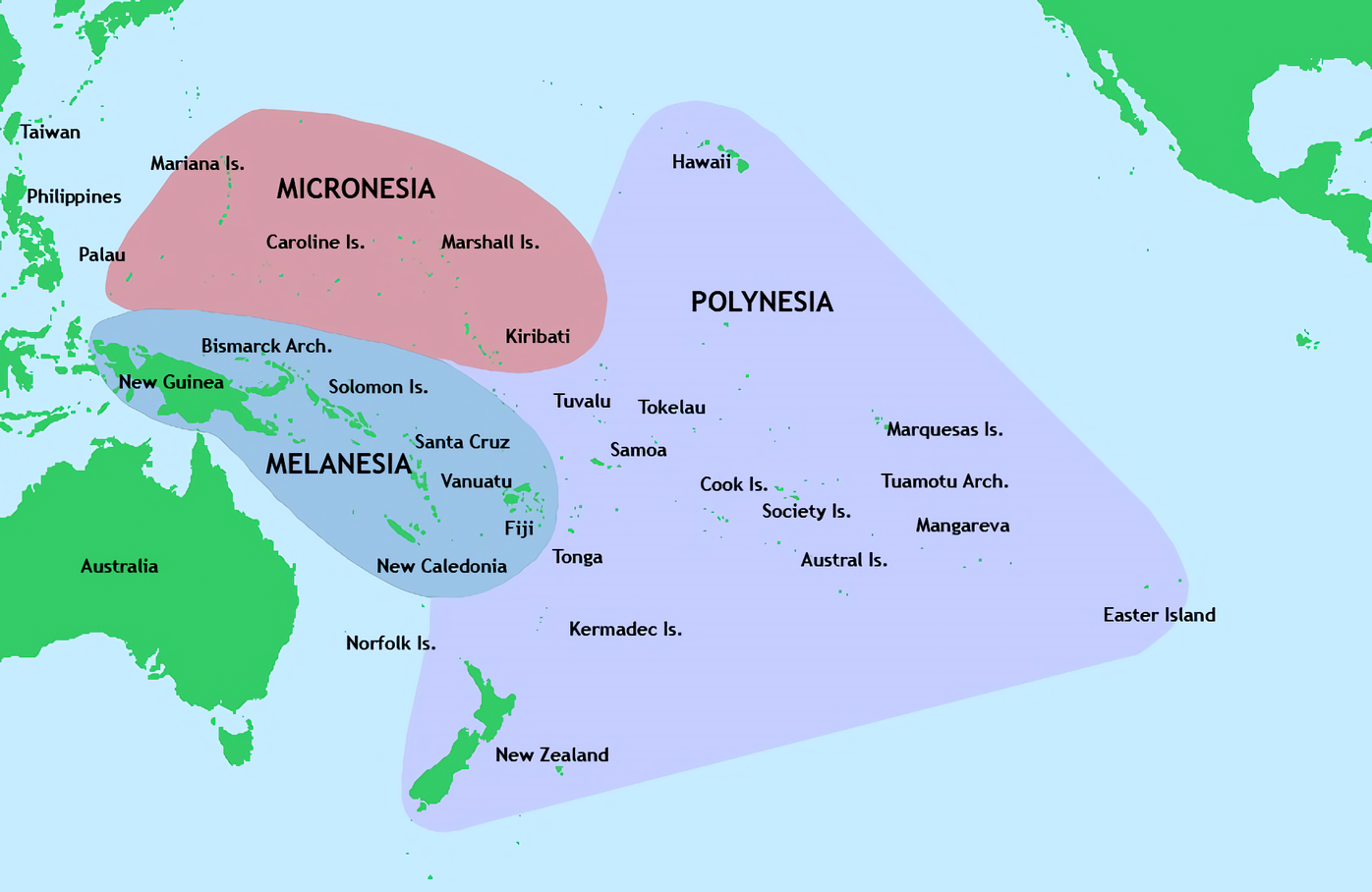
Australia, Melanesia, Micronesia e Polinesia

L'Oceania è suddivisa tradizionalmente in quattro parti, secondo uno schema utilizzato anche dalla Commissione statistica delle Nazioni Unite nella suddivisione del mondo in macroregioni, a fini meramente statistici. Tra lo schema tradizionale e quello dell'ONU varia però la posizione della Nuova Zelanda, tradizionalmente inserita nella Polinesia per motivi etnologici, ma riunita insieme all'Australia secondo i criteri adottati dalle Nazioni Unite.
Suddivisione tradizionale:
- Australia;
- Melanesia (inclusa la Nuova Guinea);
- Micronesia;
- Polinesia (inclusa la Nuova Zelanda).

Macroregioni ONU e Geoschema ONU:
- Australia e Nuova Zelanda;
- Melanesia (inclusa la Nuova Guinea);
- Micronesia;
- Polinesia.

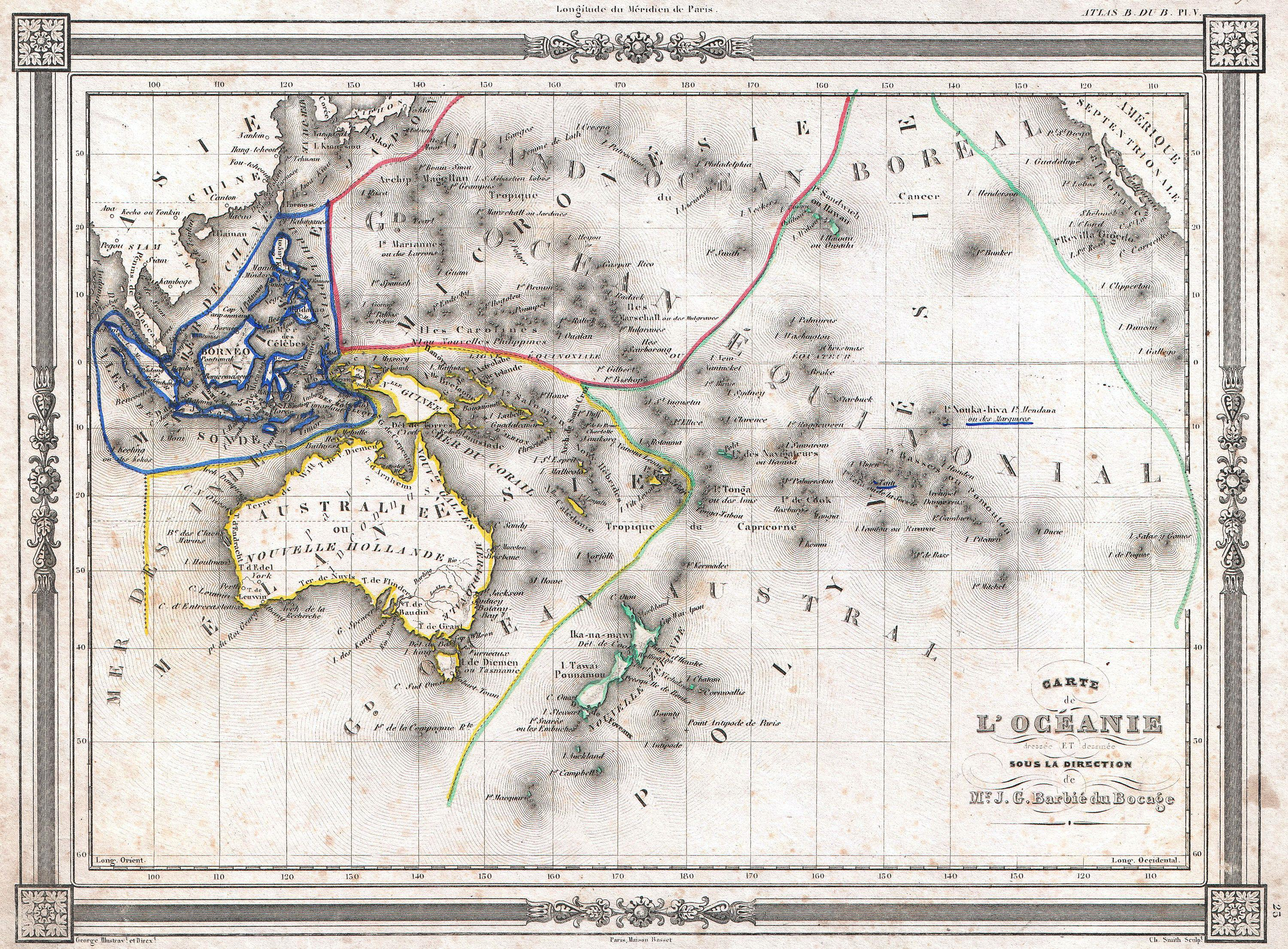
Mappa di Barbié du Bocage con la suddivisione tradizionale (1852).

La suddivisione tradizionale è una profonda rielaborazione di quella che l'esploratore Jules Dumont d'Urville propose nel 1831 alla Société de Géographie a Parigi, facendo una classificazione in quattro parti delle isole oceaniche (Polinesia, Micronesia, Malesia e Melanesia). Il termine Melanesia, ossia "isole abitate da popolazioni di pelle nera" rispecchia gli stereotipi razziali occidentali, criteri ora diventati sorpassati.
Nel 1974, il linguista Andrew Pawley e l'archeologo Roger Green hanno proposto una nuova suddivisione dell'Oceania, in due sole regioni: Oceania vicina e Oceania lontana. La prima è costituita da isole e terre in genere visibili reciprocamente e in cui l'insediamento umano è più antico; la seconda comprende invece gruppi di isole più lontane tra loro e dunque non visibili reciprocamente e il cui il popolamento è avvenuto in epoca più recente.

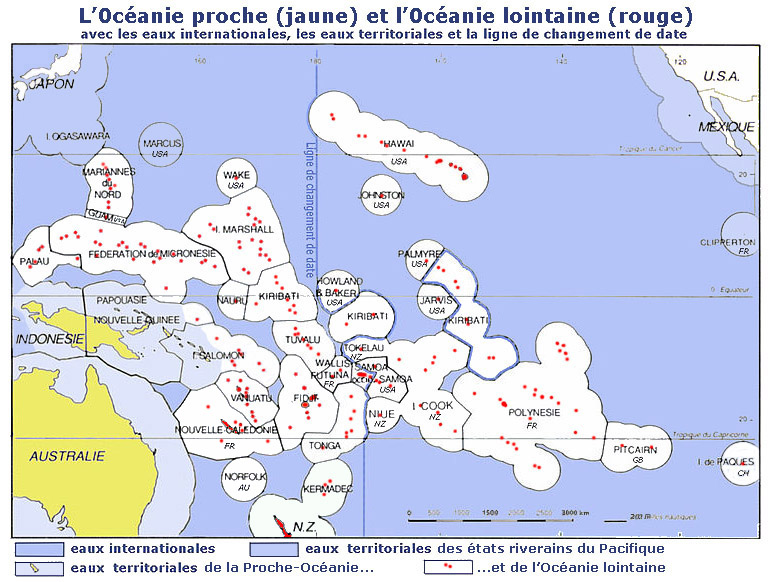
Oceania vicina (in giallo) e Oceania lontana (in rosso).

Molti ricercatori odierni preferiscono utilizzare questa divisione moderna in due sole regioni, individuate in base a criteri geografici, botanici, zoologici, culturali e linguistici.
Queste due zone comprendono i territori elencati nella lista seguente.
- Oceania vicina: corrisponde alla parte occidentale della Melanesia e comprende dunque l'isola della Nuova Guinea, l'Arcipelago di Bismarck e la parte occidentale dell'arcipelago delle Isole Salomone; secondo alcuni, anche l'Australia è parte dell'Oceania vicina.
- Oceania lontana: corrisponde alla Polinesia, alla Micronesia e alla parte orientale della Melanesia, comprendendo dunque tutti gli arcipelaghi polinesiani e micronesiani, a cui si aggiungono quelli melanesiani di Vanuatu, delle Figi, la parte orientale dell'arcipelago delle Isole Salomone e la Nuova Caledonia; secondo alcuni, anche la Nuova Zelanda è parte dell'Oceania lontana.

Secondo alcune fonti, l'Australia e la Nuova Zelanda sono anche riunite sotto il termine di Australasia, un termine coniato da Charles de Brosses in Histoire des navigations aux terres australes del 1756 che deriva dal latino e significa "Asia del Sud". De Brosses lo introdusse per differenziare l'area dalla Polinesia (a est). Secondo altre fonti, il termine Australasia ha altre accezioni: l'insieme delle isole comprese fra l'Asia e l'Australia (dunque anche l'Indonesia), oppure, secondo l'uso inglese, Nuova Guinea, Australia, Nuova Zelanda e isole minori, o ancora, sempre secondo un uso francese e inglese più datato, l'insieme di isole della Sonda, Filippine, Molucche, Australia, Melanesia, Micronesia e Polinesia; infine, il termine è a volte usato come sinonimo di Insulindia o di Indonesia; queste ultime due accezioni corrispondono all'etimologia.
Il polo oceanico dell'inaccessibilità, o "punto Nemo", in onore del personaggio di Giulio Verne, si trova nel Pacifico, all'estremità orientale dell'Oceania (48°52.6′S 123°23.6′W).

## Geologia
Dal punto di vista geologico, l'Oceania si estende su due placche: la placca australiana e la placca pacifica.
La placca australiana comprende la terraferma australiana e le isole vicine come la Tasmania, la Nuova Guinea, la Nuova Caledonia, le Isole Aru, le Isole Raja Ampat e la maggior parte della Nuova Zelanda: l'Isola del Nord e la parte settentrionale dell'Isola del Sud. La placca australiana è detta anche Sahul.
Quando il livello del mare era più basso, durante il Pleistocene, incluso l'ultimo massimo glaciale (circa 18 000 anni a.C.), i territori della placca australiana formavano un'unica massa emersa. Successivamente, con l'innalzamento del livello del mare, i territori più bassi vennero sommersi.
La placca pacifica comprende quasi tutta l'Oceania lontana e la parte meridionale dell'Isola del Sud della Nuova Zelanda; all'interno della placca si trova uno dei più importanti punti caldi del pianeta, che ha dato origine all'arcipelago delle Hawaii. La placca pacifica è l'unica tra le dodici placche maggiori del pianeta ad essere costituita quasi interamente da crosta oceanica: piccoli lembi di crosta continentale sono solo quelli della Nuova Zelanda e della California.

## Geografia

### Orografia
Diversamente da tutti gli altri continenti, le più elevate catene montuose dell'Oceania non si trovano nella terraferma continentale, ossia in Australia, ma nelle tre maggiori isole: Nuova Guinea, Isola del Nord e Isola del Sud. Le maggiori altitudini si raggiungono in Nuova Guinea, con i monti Sudirman (o Dugunduguoo) e i Monti Bismarck: la vetta più alta del continente è il Puncak Jaya, o Piramide Carsztens, (4 884 m) nei Monti Sudirman; la seconda vetta oceaniana è il Monte Wilhelm (4 509 m), che sorge invece nei Monti Bismarck. Per la presenza del Puncak Jaya, la Nuova Guinea è, tra tutte le isole del mondo, quella che ha il monte più alto.
Come altitudine, vengono poi le Alpi Neozelandesi, che percorrono le due isole maggiori dell'omonimo arcipelago. La maggiore vetta di questa catena è il Monte Cook (o Aoraki) (3 764 m), nell'Isola del Sud.
Meno alte rispetto alle montagne della Nuova Guinea e della Nuova Zelanda sono le Alpi australiane, che costeggiano la costa orientale dell'Australia; la loro vetta più alta è il Monte Kosciuszko (o Tar Gan Gil) (2 228 m), nel Nuovo Galles del Sud. Anche montagne isolate e massicci presenti nelle isole minori possono raggiungere altezze elevate; ad esempio il vulcano Mauna Kea, nell'Isola di Hawaii raggiunge i 4 205 metri.
Tra le "Sette Vette" dell'alpinismo, a seconda dei criteri adottati, sono compresi o il Puncak Jaya (massima vetta del continente), o il Monte Kosciuszko, (massima vetta posta sulla terraferma continentale); i due diversi criteri dipendono dal fatto che l'Oceania è l'unico continente ad avere la vetta più alta posta su un'isola e non sulla terraferma.

### Idrografia
L'Oceania è il secondo continente, dopo quello americano, per ricchezza di risorse idriche in rapporto alla popolazione. I fiumi più importanti sono situati in Australia; il fiume Darling e il fiume Murray, confluenti, formano un unico sistema fluviale che con i suoi 3 750 km è il maggiore per lunghezza di tutta l'Oceania; questi due fiumi sono notevoli anche per la vastità del loro bacino complessivo, che occupa un'area di 1 061 469 km².
Il lago principale è il lago Eyre, anch'esso situato in Australia.

### Arcipelaghi
| Regione geografica | Arcipelago                | Stato di appartenenza o autorità amministratrice | Isole principali e arcipelaghi minori |
| ------------------ | ------------------------- | ------------------------------------------------ | --- |
| Australia          | Isole del Mar dei Coralli | Australia                                        | Isola Willis |
| Australia          | Isole Wessel              | Australia                                        | Isola Marchinbar, Isola Elcho |
| Australia          | Isole Sir Edward Pellew   | Australia                                        | Isola Vanderlin |
| Australia          | Isole Wellesley           | Australia                                        | Isola Mornington |
| Australia          | Arcipelago Bonaparte      | Australia                                        | Isola Augustus |
| Australia          | Arcipelago del Bucaniere  | Australia                                        | Isola Koolan |
| Melanesia          | Arcipelago di Bismarck    | Papua Nuova Guinea                               | Nuova Britannia, Nuova Irlanda, Isole dell'Ammiragliato, Isole del Duca di York, Isole Mussau, Nuova Hannover, Isole di Vitu                                    |
| Melanesia          | Arcipelago Louisiade      | Papua Nuova Guinea                               | Isola Tagula |
| Melanesia          | Isole di D'Entrecasteaux  | Papua Nuova Guinea                               | Isola Fergusson |
| Melanesia          | Isole Salomone            | Isole Salomone                                   | Isola Guadalcanal, Malaita, Honiara, Isole Santa Cruz, Isole Reef, Isole Duff; arcipelago della Nuova Georgia: Nuova Georgia, Vella Lavella, Kolombangara, Gizo |
| Melanesia          | Isole Salomone            | Papua Nuova Guinea                               | Isola Bougainville, Isola di Buka |
| Melanesia          | Isole Santa Cruz          | Isole Salomone                                   | Isola di Nendö |
| Melanesia          | Nuove Ebridi              | Vanuatu                                          | Espiritu Santo, Malakula, Éfaté |
| Melanesia          | Isole della Lealtà        | Francia ( Nuova Caledonia)                       | Isole Pleiadi settentrionali; Isole Pleiadi meridionali; Isole di Lifou: Lifou, Tiga; Isole di Maré: Maré; Isole di Ouvéa: Ouvéa                                |
| Melanesia          | Isole Aru                 | Indonesia                                        | Tanahbesar, Kola, Kobroor, Maikoor, Trangan |
| Melanesia          | Isole Raja Ampat          | Indonesia                                        | Waigeo, Salawati, Misool, Batanta |
| Melanesia          | Isole Figi                | Figi                                             | Viti Levu, Vanua Levu, Taveuni, Kadavu, Isole Lau |
| Micronesia         | Isole Caroline            | Stati Federati di Micronesia                     | Chuuk, Kosrae, Pohnpei, Isole Yap |
| Micronesia         | Isole Caroline            | Palau                                            | Angaur, Babeldaob, Koror, Peleliu |
| Micronesia         | Isole Marianne            | Stati Uniti ( Isole Marianne Settentr.)          | Saipan, Tinian, Rota |
| Micronesia         | Isole Marianne            | Stati Uniti ( Guam)                              | Isola di Guam |
| Micronesia         | Isole Marshall            | Isole Marshall                                   | Isole Ratak: Majuro; Isole Ralik: Kwajalein, Bikini, Eniwetok                                                                                                   |
| Micronesia         | Isole Gilbert             | Kiribati                                         | Tarawa, Tabiteuea, Abemama |
| Polinesia          | Isole della Fenice        | Kiribati                                         | Isola Canton |
| Polinesia          | Isole Sporadi Equatoriali | Kiribati                                         | Isola Christmas |
| Polinesia          | Isole Hawaii              | Stati Uniti ( Isole Hawaii)                      | Niihau, Kauai, Oahu, Molokai, Lanai, Kahoolawe, Maui, isola di Hawaii, Midway                                                                                   |
| Polinesia          | Isole Tuvalu              | Tuvalu                                           | Funafuti |
| Polinesia          | Isole Tokelau             | Nuova Zelanda ( Tokelau)                         | Atafu, Fakaofo, Nukunonu |
| Polinesia          | Isole Marchesi            | Francia ( Polinesia francese)                    | Hiva Oa, Nuku Hiva |
| Polinesia          | Isole Tonga               | Tonga                                            | Tongatapu; Isole Vava'u: ʻUtu Vavaʻu; Isole Haʻapai: Lifuka, Foa; Isole Niua                                                                                    |
| Polinesia          | Isole Samoa               | Stati Uniti ( Samoa Americane)                   | Tutuila |
| Polinesia          | Isole Samoa               | Samoa                                            | Savai'i, Upolu |
| Polinesia          | Isole Cook                | Nuova Zelanda ( Isole Cook)                      | Rarotonga |
| Polinesia          | Isole Cook                | Nuova Zelanda ( Niue)                            | Isola Niue |
| Polinesia          | Isole degli Antipodi      | Nuova Zelanda                                    | Isola Bollons |
| Polinesia          | Isole della Società       | Francia ( Polinesia francese)                    | Isole del Vento: Tahiti, Moorea, Maiao, Mehetia; Isole Sottovento: Bora Bora, Maupiti, Raiatea, Tupai; Huahine                                                  |
| Polinesia          | Isole Tuamotu             | Francia ( Polinesia francese)                    | Mururoa, Anaa, Fakarava, Hao, Makemo, Manihi, Rangiroa, Tikehau, Mataiva                                                                                        |
| Polinesia          | Isole Gambier             | Francia ( Polinesia francese)                    | Mangareva |
| Polinesia          | Isole Kermadec            | Nuova Zelanda                                    | Isola Raoul |
| Polinesia          | Isole Pitcairn            | Regno Unito                                      | Pitcairn |
| Polinesia          | Isole Australi            | Francia ( Polinesia francese)                    | Tubuai |

### Isole
| ordine di grandezza nella Terra | Nome                           | Regione geografica | Regione etnografica | Area (km²) | Popolazione | Centro principale      | Stato/i                        |
| ------------------------------- | ------------------------------ | ------------------ | ------------------- | ---------- | ----------- | ---------------------- | ------------------------------ |
| 2                               | Nuova Guinea                   | Melanesia          | Oceania vicina      | 785.753    | 11 306 940  | Port Moresby, Jayapura | Papua Nuova Guinea e Indonesia |
| 12                              | Isola del Sud                  | Polinesia          | Oceania lontana     | 145.836    | 102 500     | Christchurch           | Nuova Zelanda                  |
| 14                              | Isola del Nord                 | Polinesia          | Oceania lontana     | 111.583    | 3 287 600   | Auckland               | Nuova Zelanda                  |
| 26                              | Tasmania                       | Australia          | Oceania vicina      | 64.519     | 541 071     | Hobart                 | Australia                      |
| 39                              | Nuova Britannia                | Melanesia          | Oceania vicina      | 35.145     | 513 926     | Kimbe, Kokopo          | Papua Nuova Guinea             |
| 53                              | Nuova Caledonia o Grande Terre | Melanesia          | Oceania lontana     | 16.648     | 247 600     | Numea                  | Nuova Caledonia ( Francia)     |
| 75                              | Viti Levu                      | Melanesia          | Oceania lontana     | 10.531     | 580 000     | Suva                   | Figi                           |
| 76                              | Isola di Hawaii                | Polinesia          | Oceania lontana     | 10.434     | 148 677     | Hilo                   | Stati Uniti                    |
| 79                              | Isola Bougainville             | Melanesia          | Oceania vicina      | 9.318      | 249 358     | Buka                   | Papua Nuova Guinea             |
| 93                              | Nuova Irlanda                  | Melanesia          | Oceania vicina      | 7.404      | 118 350     | Kavieng                | Papua Nuova Guinea             |
| 105                             | Vanua Levu                     | Melanesia          | Oceania lontana     | 5.587      | 130 000     | Labasa                 | Figi                           |
| 110                             | Guadalcanal                    | Melanesia          | Oceania vicina      | 5.353      | 109 382     | Honiara                | Isole Salomone                 |
| 141                             | Malaita                        | Melanesia          | Oceania vicina      | 4.307      | 160 583     | Auki                   | Isole Salomone                 |
| 139                             | Espiritu Santo                 | Melanesia          | Oceania lontana     | 3.956      | 39 606      | Luganville             | Vanuatu                        |
| 164                             | Makira                         | Melanesia          | Oceania vicina      | 3.190      | 55 126      | Kirakira               | Isole Salomone                 |
| 164                             | Santa Isabel                   | Melanesia          | Oceania vicina      | 2.999      | 35 257      | Buala                  | Isole Salomone                 |
| 165                             | Isola Choiseul                 | Melanesia          | Oceania vicina      | 2.971      | 36 719      | Taro                   | Isole Salomone                 |

## Regioni, Stati e territori

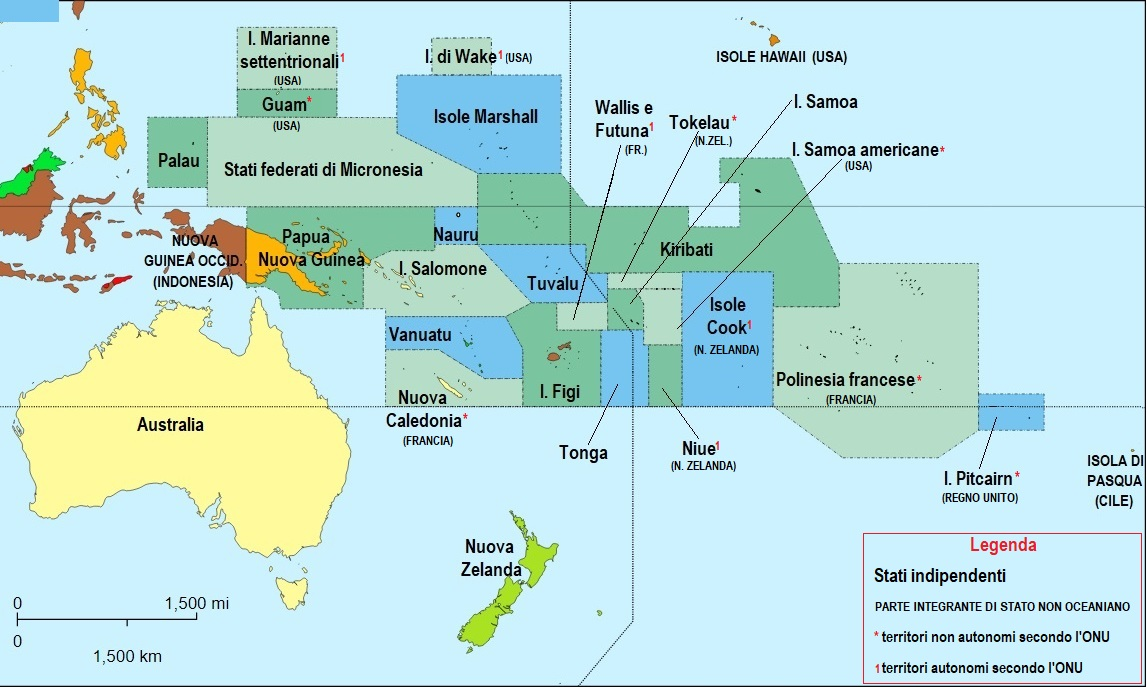
Stati e territori dell'Oceania (confini schematici)

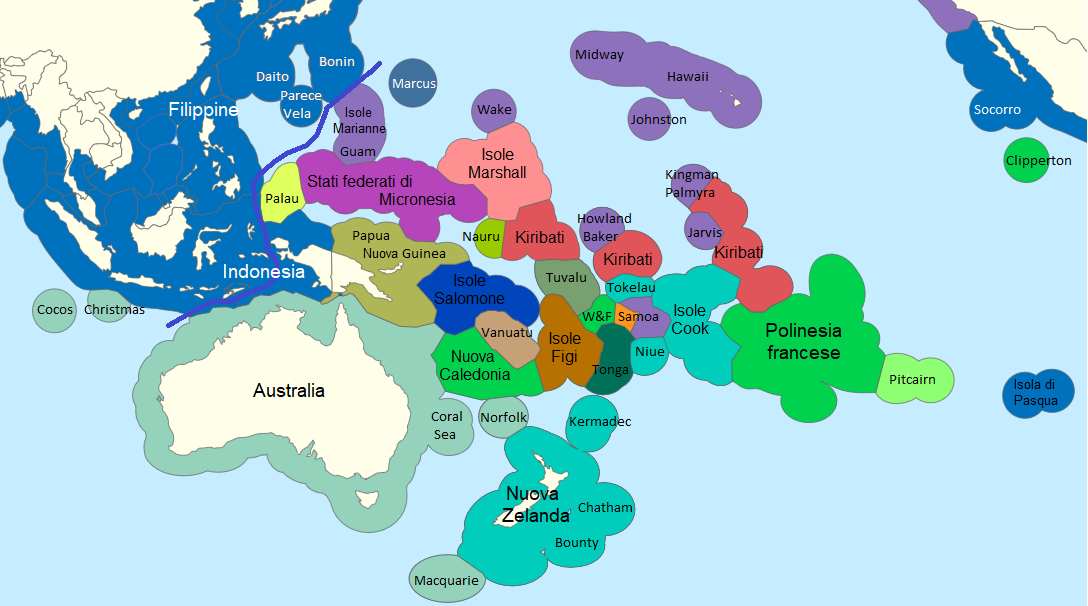
Stati e territori dell'Oceania (confini reali, in base alle acque territoriali) - la linea blu indica il confine tra Oceania e Asia

I paesi oceaniani più vasti sono, nell'ordine: Australia, Papua Nuova Guinea, Nuova Guinea occidentale (che non è uno Stato indipendente, ma un territorio appartenente allo Stato asiatico dell'Indonesia, suddiviso in cinque province) e Nuova Zelanda. Altri Stati indipendenti hanno un territorio costituito da piccole isole o da arcipelaghi, configurandosi così come microstati e come Stati insulari. Esistono poi isole o gruppi di isole non indipendenti, ma appartenenti a Francia, Regno Unito, Stati Uniti d'America e Nuova Zelanda. La Papua Nuova Guinea è l'unico Stato che ha confini terrestri: con l'Indonesia.
I territori dell'Oceania che non costituiscono Stati liberi hanno diversi gradi di dipendenza dalle autorità amministratrici che li possiedono; si va dallo status di dipendenza totale ma con autonomia della Nuova Guinea Occidentale, a quello di "collettività d'oltremare" della Nuova Caledonia e della Polinesia francese, a quello di "Stato associato" delle Isole Marianne Settentrionali, delle Isole Cook e di Niue, classificati dall'ONU come "territori autonomi". Nell'elenco seguente sono elencati i territori non autonomi secondo la lista dell'ONU.
- Sotto l'amministrazione degli Stati Uniti d'America:
  - Guam;
  - Samoa Americane.
- Sotto l'amministrazione della Francia:
  - Nuova Caledonia;
  - Wallis e Futuna;
  - Polinesia francese.
- Sotto l'amministrazione della Nuova Zelanda:
  - Tokelau.
- Sotto l'amministrazione del Regno Unito:
  - Isole Pitcairn.
- Sotto l'amministrazione del Giappone:
  - Minami Torishima o isola Marcus[47][48]

Di seguito sono riportati gli Stati e i territori dell'Oceania per ciascuna delle quattro regioni in cui le Nazioni Unite dividono il continente.

### Australasia

Stati e territori della Australasia

| Stato         | Densità (ab/km²) | Superficie (km²) | Popolazione |
| ------------- | ---------------- | ---------------- | ----------- |
| Australia     | 2,79             | 7 686 850        | 23 034 879  |
| Nuova Zelanda | 16,5             | 268 680          | 4 465 900   |

### Melanesia

Stati e territori della Melanesia

| Stato o territorio (autorità amministratrice) | Densità (ab/km²) | Superficie (km²) | Popolazione | Anno popolazione |
| --------------------------------------------- | ---------------- | ---------------- | ----------- | ---------------- |
| Figi                                          | 46,9             | 18 270           | 909 389     | 2015             |
| Nuova Caledonia ( Francia)                    | 12,6             | 19 060           | 268 767     | 2014             |
| Papua Nuova Guinea                            | 15               | 462 840          | 7 059 653   | 2012             |
| Isole Salomone                                | 18,1             | 28 450           | 642 000     | 2015             |
| Vanuatu                                       | 19,7             | 12 200           | 286 429     | 2016             |
| Nuova Guinea Occidentale ( Indonesia)         | 9                | 420 540          | 3 593 803   | 2015             |

### Micronesia

Stati e territori della Micronesia

| Stato o territorio (autorità amministratrice) | Densità (ab/km²) | Superficie (km²) | Popolazione |
| --------------------------------------------- | ---------------- | ---------------- | ----------- |
| Guam ( Stati Uniti)                           | 292,9            | 775              | 162 742     |
| Isole Marshall                                | 293              | 181              | 53 376      |
| Stati Federati di Micronesia                  | 193,5            | 702              | 104 468     |
| Isole Marianne Settentrionali ( Stati Uniti)  | 145              | 477              | 69 000      |
| Kiribati                                      | 135              | 811              | 119 940     |
| Nauru                                         | 480              | 21               | 10 255      |
| Palau                                         | 41,5             | 458              | 19 000      |
| Isola di Wake ( Stati Uniti)                  | 14,92            | 6,5 km           | 97          |

1. 1 2  dati riferiti al 2016
2. ↑  dati riferiti al 2020

### Polinesia

Stati e territori della Polinesia

| Stato o territorio (autorità amministratrice) | Densità (ab/km²) | Superficie (km²) | Popolazione |
| --------------------------------------------- | ---------------- | ---------------- | ----------- |
| Isole Cook ( Nuova Zelanda)                   | 83,5             | 240              | 20 000      |
| Isole Hawaii ( Stati Uniti)                   | 50,57            | 28 311           | 1 455 271   |
| Isole Pitcairn ( Regno Unito)                 | 1                | 47               | 48          |
| Niue ( Nuova Zelanda)                         | 7                | 260              | 1 800       |
| Polinesia francese ( Francia)                 | 62               | 4 167            | 259 596     |
| Samoa                                         | 61               | 2 944            | 205 557     |
| Samoa Americane ( Stati Uniti)                | 286,5            | 199              | 57 000      |
| Tokelau ( Nuova Zelanda)                      | 140,5            | 10               | 1 405       |
| Tonga                                         | 132,5            | 748              | 99 000      |
| Tuvalu                                        | 461,5            | 26               | 12 000      |
| Wallis e Futuna ( Francia)                    | 55               | 274              | 15 000      |
| Territorio dell'Isola Norfolk ( Australia)    | 61,9             | 34,6             | 1 748       |
| Atollo Johnston ( Stati Uniti)                | 346              | 130              | 970         |
| Atollo Palmyra ( Stati Uniti)                 | 0,33             | 12               | 4           |
| Isola Macquarie ( Australia)                  | 0                | 128              | [ 51 ]      |
| Isola Baker ( Stati Uniti)                    | 0                | 2,2              | 0           |
| Isola Howland ( Stati Uniti)                  | 0                | 2,3              | 0           |
| Isola Jarvis ( Stati Uniti)                   | 0                | 4,5              | 0           |

1. 1 2 3 4 5 6 7  dati riferiti al 2006
2. ↑  dati riferiti al 2008
3. ↑  dati riferiti al 2007
4. ↑  dati riferiti al 2004

## Storia

### Un'Oceania già completamente abitata

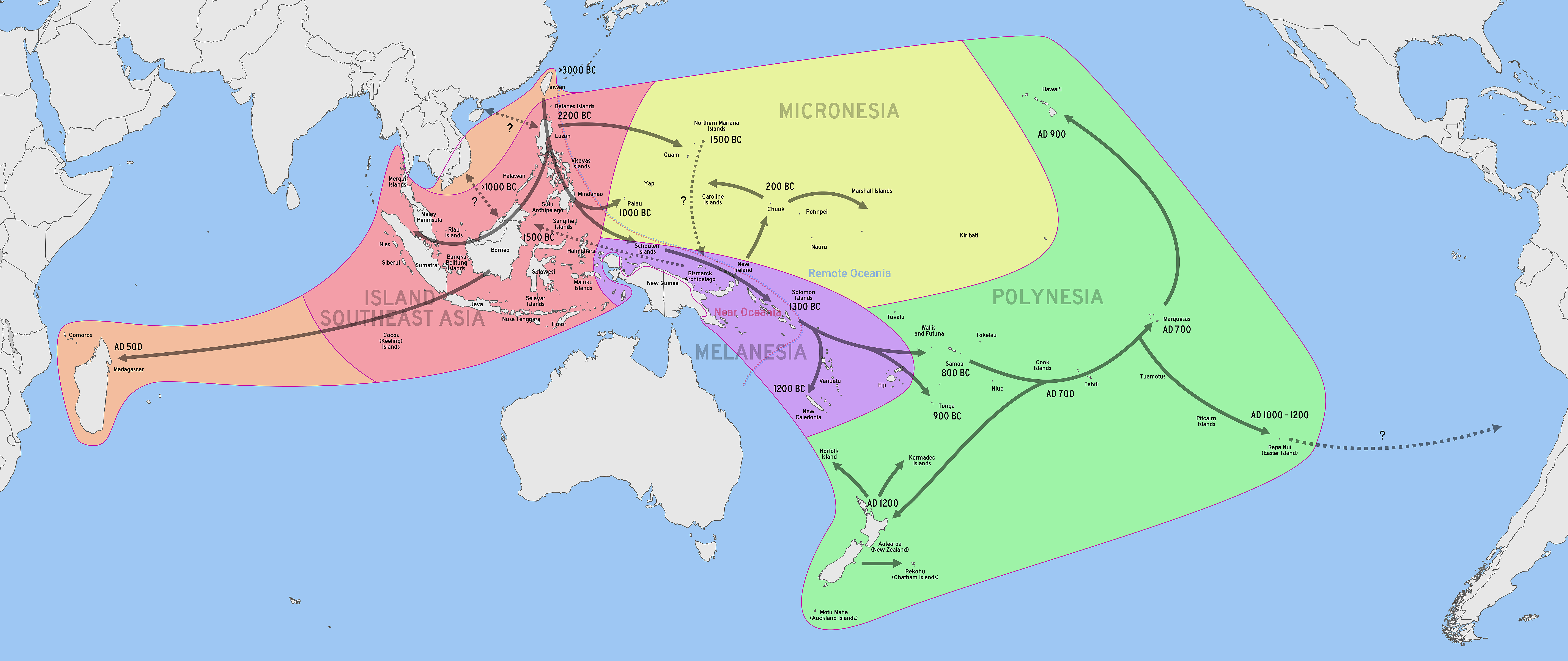
Storia del popolamento dell'Oceania

Le popolazioni indigene dell'Oceania si stabilirono in epoche molto antiche nei luoghi che vennero raggiunti dagli europei solo dal Cinquecento in poi: sfruttando il fatto che esisteva un tramite terrestre tra l'Asia e l'Oceania, i primi uomini moderni (Homo sapiens) giunsero in Nuova Guinea e in Australia almeno 60 000 anni fa, ossia prima dell'arrivo di H. sapiens in Europa.
Le popolazioni dell'Australia e quelle della Nuova Guinea si sarebbero in seguito separate tra 25 000 e 40 000 anni fa, dunque prima che la piattaforma di Sahul si fosse sommersa, 10 000 anni fa. L'Oceania vicina, che non necessitava una navigazione complessa, fu così interamente popolata.
In tempi molto più recenti, ossia tra il 1500 a.C. e l'inizio dell'era volgare, la civiltà di Lapita, incentivata dall'ormai consolidata conoscenza della navigazione, fu protagonista del popolamento delle altre isole del Pacifico: migliaia di persone si spostarono gradualmente da un'isola all'altra. Questa "espansione" riguardò dunque l'Oceania lontana, partendo inizialmente da Formosa dove sussistono popoli aborigeni che parlano le lingue formosane, capostipite delle lingue austronesiane che hanno dato nascita alle lingue oceaniche della civiltà di Lapita.
Infine dalla Polinesia centrale, con centro di diffusione partito dalle Figi, nel corso del primo millennio della nuova era, mentre in Europa finiva l'Impero romano e cominciava il Medioevo, il popolamento raggiunse i gruppi di isole più sperduti, come le Hawaii, la Nuova Zelanda o l'isola di Pasqua.

### I primi esploratori europei
L'esplorazione europea dell'Oceania ebbe come premessa i viaggi diretti verso le isole delle spezie, in Asia sud-orientale. Navigatori portoghesi, tra il 1512 e il 1526, raggiunsero le Molucche (con António de Abreu e Francisco Serrão nel 1512), Timor, le Isole Aru (Martim Afonso de Melo Coutinho), le Isole Tanimbar. Nel quadro di queste esplorazioni portoghesi, le prime isole oceaniane raggiunte dagli europei furono alcune delle Isole Caroline, con Gomes de Sequeira nel 1525, e la Nuova Guinea, con Jorge de Menezes nel 1526.
Nel 1519 una spedizione spagnola guidata da Ferdinando Magellano scese lungo la costa orientale del Sud America, trovò e attraversò lo stretto che porta il suo nome e il 28 novembre 1520 entrò nell'oceano che battezzò "Pacifico". Le tre navi rimanenti, guidate da Magellano e dai suoi capitani Duarte Barbosa e João Serrão, navigarono quindi verso nord catturando gli alisei che le portarono attraverso il Pacifico fino alle isole Marianne (Oceania) e alle Filippine (Asia), dove Magellano fu ucciso. Una nave sopravvissuta guidata da Juan Sebastián Elcano tornò a ovest attraverso l'oceano Indiano e l'altra andò a nord nella speranza di trovare i venti occidentali e raggiungere il Messico. Non riuscendo a trovare i venti giusti, fu costretta a tornare nelle Indie Orientali. La spedizione Magellano-Elcano compì la prima circumnavigazione del mondo e raggiunse le Filippine, le Isole Marianne e altre isole dell'Oceania.
Dal 1527 al 1595, spesso con galeoni di Manila, numerose altre grandi spedizioni spagnole attraversarono l'Oceano Pacifico, portando all'arrivo alle Isole Marshall e Palau nel Pacifico settentrionale, nonché alle Isole Ellice, alle Isole Marchesi, all'arcipelago delle Isole Salomone, alle Isole Cook e alle Isole dell'Ammiragliato nel Pacifico meridionale.
Alla ricerca della Terra Australis, le esplorazioni spagnole nel XVII secolo, come la spedizione guidata dal navigatore portoghese Pedro Fernandes de Queirós, navigarono verso gli arcipelaghi di Pitcairn e Vanuatu e navigarono nello Stretto di Torres tra l'Australia e la Nuova Guinea, dal nome del navigatore Luís Vaz de Torres. Willem Janszoon, fece il primo sbarco europeo completamente documentato in Australia (1606), nella penisola di Capo York. Abel Tasman circumnavigò e sbarcò su parti della costa continentale australiana e scoprì la Van Diemen's Land (ora Tasmania), la Nuova Zelanda nel 1642 e le Figi. Fu il primo esploratore europeo conosciuto a raggiungere queste isole.

### Dal Settecento ai giorni nostri
Nel 1616, passando dal capo Horn, l'olandese Jacob Le Maire scoprì parte delle Tonga (isole Niua), le isole Hoorn e le isole Schouten. Ben presto fu anche il Regno Unito a interessarsi alla zona da un punto di vista scientifico. Tra il 1768 e il 1779 il capitano James Cook compì tre viaggi, nei quali esplorò la costa orientale dell'Australia appurando che non faceva parte dell'immaginario continente australe cercato già dagli spagnoli: lo stesso per la Nuova Zelanda che circumnavigò interamente, mentre fu il primo a sbarcare alle isole Hawaii e a percorrere lo stretto di Torres, intuendo che la Nuova Guinea e l'Australia non erano unite come tutti pensavano (ma lo stretto era già stato percorso inconsapevolmente dallo spagnolo Luis Váez de Torres, a cui venne intitolato in seguito alla riscoperta dei suoi diari, in seno all'ondata di esplorazioni spagnole del XVI secolo). Nel suo secondo viaggio Cook si spinse fino a latitudini freddissime, mettendo fine al mito del continente australe: se esso esisteva, si trovava in aree così vicine al polo sud da non essere abitabili (l'Antartide sarà poi scoperto nel 1820); le sue esplorazioni sono state certamente le più importanti nella storia dell'Oceania; tuttavia egli non fu il primo dei grandi navigatori che nel Settecento "girovagarono" per il Pacifico: nel 1699 William Dampier aveva seguito le orme di Tasman in Australia e scoperto la Nuova Irlanda e la Nuova Britannia; dal 1766 al 1769 Louis Antoine de Bougainville era stato il primo francese a circumnavigare il globo; nel 1766 Samuel Wallis aveva riscoperto le Tuamotu (già visitate dal portoghese Pedro Fernandes de Queirós nel Cinquecento), tra cui la splendida Tahiti e le Pitcairn; e nel 1785 Jean-François de La Pérouse era partito con l'intento di emulare i predecessori, mappando soprattutto le coste del Pacifico settentrionale. Gli ultimi grossi dubbi geografici furono chiariti da Matthew Flinders che nel 1801 definì una volta per tutte le coste dell'Australia e appurò che la Tasmania era un'isola, cosa che neanche Cook aveva compreso.
Nel frattempo iniziò a diffondersi il mito illuministico del "buon selvaggio" (creato da Bougainville, continua ancora oggi) che viveva in armonia con la natura: d'altronde queste esplorazioni erano state volute nell'ambito della cultura illuministica europea del Settecento, secondo cui era compito dell'uomo evoluto civilizzare il mondo, ideale che poi rimarrà radicato nella società per tutta l'era coloniale, fino al XX secolo; il primo esempio di questo sentimento è il celebre romanzo di Daniel Defoe, Robinson Crusoe, scritto proprio in quegli anni. La colonizzazione di queste zone fu iniziata dal Regno Unito in Australia, ma in modo assai insolito: tanto scarso era l'interesse verso questo continente a cui ormai i Paesi Bassi avevano rinunciato, che esso fu usato come colonia penale; nel 1788 sbarcò a Botany Bay (dove oggi sorge Sydney) il primo carico di galeotti. Poco dopo tuttavia arrivarono anche altre persone, come in Nuova Zelanda (dal 1814) con l'intento di fondare grossi allevamenti: questi uomini tenaci nel corso del XIX secolo prima scenderanno a patti (trattato di Waitangi, 1840), poi sconfiggeranno i Maori in Nuova Zelanda e cacceranno gli Aborigeni nelle zone più ostili dell'Australia, che esploreranno in lungo e in largo; memorabile l'impresa di Robert O'Hara Burke e William John Wills che nel 1860 riuscirono a raggiungere la costa nord da Melbourne, attraverso deserti e foreste. Queste due grandi colonie inizieranno il lungo processo di emancipazione dal Regno Unito dalla loro trasformazione in Dominion, l'Australia nel 1901 e la Nuova Zelanda nel 1907, alla piena indipendenza dopo la seconda guerra mondiale.
Per quanto riguarda il resto dell'Oceania, verrà frequentato da missionari, mercenari e commercianti dall'inizio dell'Ottocento, ma le prime colonie saranno quelle francesi: Polinesia francese e Nuova Caledonia dal 1842, a cui si aggiunge l'arcipelago di Wallis e Futuna nel 1853. Gli altri territori vengono velocemente occupati da Germania (Micronesia e Nuova Guinea) e Regno Unito (tutte le altre isole) dal 1882 in poi, fino alla prima guerra mondiale, quando la Germania perde i suoi territori che passano al Regno Unito e agli Stati Uniti d'America, i quali alla fine saranno gli unici a mantenere una certa influenza sul Pacifico per la loro vicinanza (mentre Francia e Regno Unito concederanno l'indipendenza a gran parte delle isole, tra gli anni sessanta e gli anni novanta del XX secolo) soprattutto in Micronesia dove per decenni sono stati effettuati pericolosi esperimenti nucleari, durante la guerra fredda (atollo di Bikini), dei quali oggi la popolazione locale deve ancora arginare gli effetti. È comunque importante ricordare che ancora oggi questi tre Stati mantengono un certo numero di colonie in Oceania.